# Šikovnej kluk
Šikovnej kluk (ve švédském originále Duktig pojke) je debutový román Inger Edelfeldtové z roku 1977. Zabývá se hledáním identity mladého chlapce Jima, který si uvědomuje svoji homosexuální orientaci a prochází coming outem. Román je považován za první beletrii s tímto námětem.[zdroj⁠?!]
Po vydání se kniha ve Švédsku stala bestsellerem a výrazně přispěla k emancipaci gayů a leseb ve společnosti.[zdroj⁠?!] Vyšla i v němčině, španělštině, dánštině a polštině, v českém překladu v roce 2008 v nakladatelství Tichá Byzanc.

## Děj
Jim Lundstedt je tichý, uzavřený chlapec, který si během dospívání postupně uvědomuje svoji odlišnost. Svoje temné myšlenky zahání učením, dobré výsledky ve škole vnímá jako jedinou možnost vlastní realizace.  Na základní škole se potýká s šikanou. Posléze si uvědomuje, co ho odlišuje od ostatních - je gay. Chodí s dívkou a doufá, že se tak změní. Náhodou se seznámí se starším chlapcem Matsem, který svoji sexualitu odmítá v konzervativní společnosti skrývat. Zamiluje se do něj a musí podstoupit nejtěžší zkoušku sebeuvědomění - oznámit rodičům, že je ve vztahu s mužem.
Příběh je vyprávěn ve dvou rovinách: Vlastním vypravěčem příběhu je Jim, který popisuje své dospívání. Vypravěčem úvodu ke každé kapitole je Jimova matka. Popisované události v mnoha úsecích ustupují vlastní rozvité psychologii postavy.